# پرورشگاه ماهی

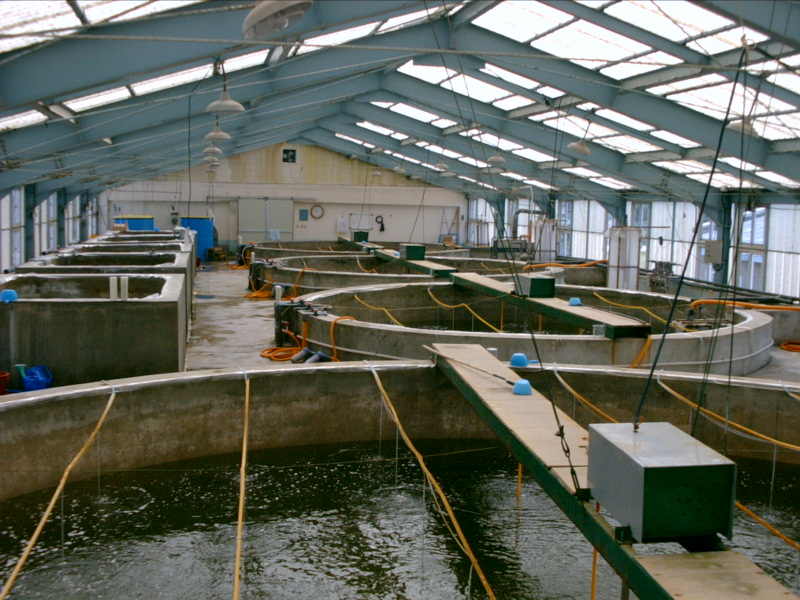
مخزن‌ها در پرورشگاه میگو

پرورشگاه ماهی (به انگلیسی: Fish hatchery) مکانی برای پرورش مصنوعی، تخم‌کشی و پرورش در مراحل آغازین زندگی جانوران- به‌ویژه باله ماهی و صدف ماهی است. کارخانه‌های لارو ماهی و بچه‌ماهی، صدف، و سخت‌پوستان را تولید می‌کنند تا در درجه نخست از صنعت آبزی‌پروری حمایت کنند که در آنجا به سیستم‌های در حال رشد مانند مزارع پرورش ماهی منتقل می‌شوند تا به اندازه برداشت برسند. برخی از گونه‌هایی که معمولاً در پرورشگاه پرورش می‌یابند عبارتند از صدف ژاپنی اقیانوس آرام، میگو، میگوی هندی، ماهی قزل‌آلا، تیلاپیا و گوش‌ماهی.

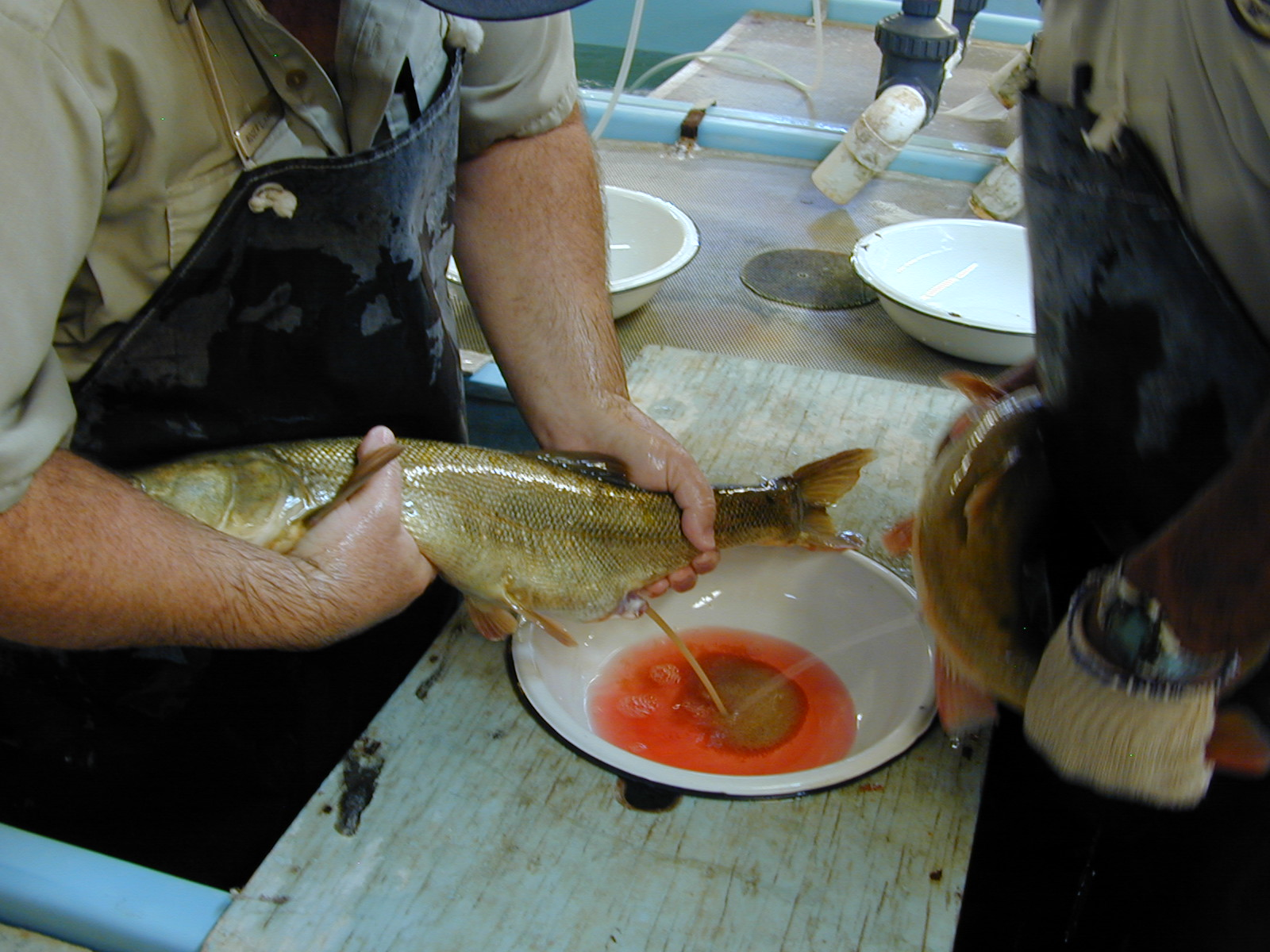
برداشت دستی تخم

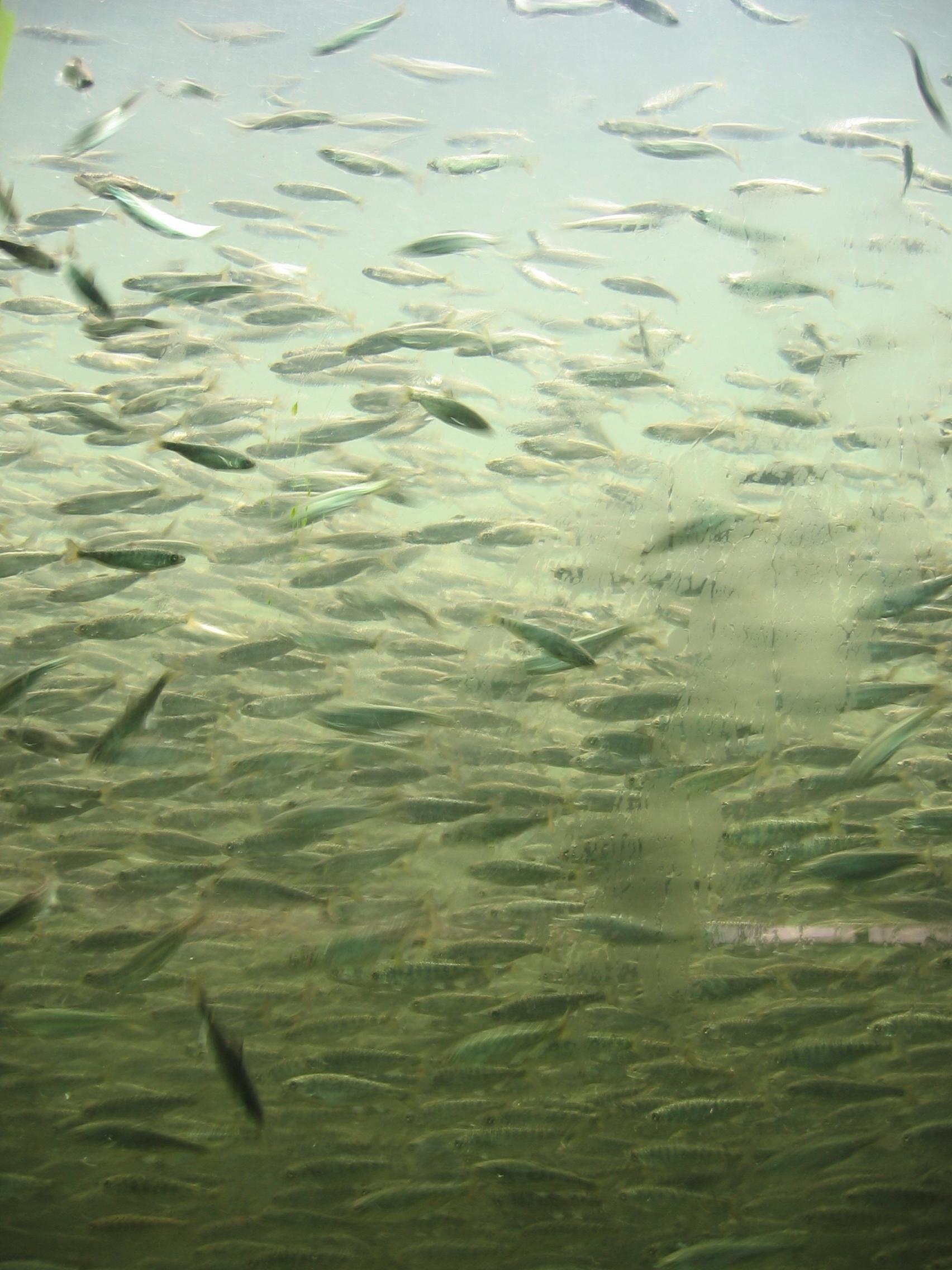
ماهی‌های قزل‌آلای جوان در پایان اقامت خود در یک پرورشگاه